# ستاردول
ستاردول هو موقع افتراضي مبني على فكرة الدمى الورقية، وقد أطلق عام 2004. في سبتمبر 2012، وسجل ما يزيد عن 200 مليون زائر من مختلف دول العالم، فهو يجتذب المهتمين بالأزياء والتصميم والتواصل مع الأصدقاء.
بدأ هذا الموقع على يدي الفنلندية ليزا رانغ، ربة المنزل المتقاعدة ذات 57 عاماً.) فقد أرادت ليزا أن تنشأ مكاناً للفتيات يستطعن التسلية فيه بعيداً عن ألعاب القتل والعنف التي يهواها الأولاد. ويشار إلى أن عضوية الموقع مجانية، ومعظم العضوات هن من الفتيات التي تتراوح أعمارهن بين السابعة والسابعة عشرة.
في ستاردول، تستطيع الفتاة ابتداع دمية خاصة أو اختيار دمى المشاهير وإلباسها من مجموعات الثياب المتوفرة. فلكل دمية مشاهير خزانة ثياب مليئة بالثياب الفريدة من نوعها ويتم إصدار دمى جديدة أسبوعياً.